# Ronde van Italië 2021/Vijfde etappe
De vijfde etappe van de Ronde van Italië 2021 werd verreden op 12 mei van Modena naar Cattolica. Het betroft een etappe over 175 kilometer. De etappe eindigde in een massasprint waar Caleb Ewan duidelijk de sterkste was. In deze etappe kwam Mikel Landa ten val doordat hij over een renner heen viel; hij moest daarom de Giro verlaten.
| Modena – Cattolica (175,0 km) |                   |                                    |          |
| Plaats                        | Naam              | Ploeg                              | Tijd     |
| 1                             | Caleb Ewan        | Lotto Soudal                       | 4u07'01" |
| 2                             | Giacomo Nizzolo   | Team Qhubeka-ASSOS                 | z.t.     |
| 3                             | Elia Viviani      | Cofidis                            | z.t.     |
| 4                             | Peter Sagan       | BORA-hansgrohe                     | z.t.     |
| 5                             | Fernando Gaviria  | UAE Team Emirates                  | z.t.     |
| 6                             | Matteo Moschetti  | Trek-Segafredo                     | z.t.     |
| 7                             | Andrea Pasqualon  | Intermarché-Wanty-Gobert Matériaux | z.t.     |
| 8                             | Dylan Groenewegen | Team Jumbo-Visma                   | z.t.     |
| 9                             | Manuel Belletti   | EOLO-Kometa                        | z.t.     |
| 10                            | Davide Cimolai    | Israel Start-Up Nation             | z.t.     |
|                               |                   |                                    |          |
| 12                            | Tim Merlier       | Alpecin-Fenix                      | z.t.     |

| Algemeen klassement |                      |                        |           |
| Plaats              | Naam                 | Ploeg                  | Tijd      |
| Roze trui           | Alessandro De Marchi | Israel Start-Up Nation | 17u57'45" |
| 2                   | Louis Vervaeke       | Alpecin-Fenix          | + 42"     |
| 3                   | Nélson Oliveira      | Movistar Team          | + 48"     |
| 4                   | Attila Valter        | Groupama-FDJ           | + 1'00"   |
| 5                   | Nicolas Edet         | Cofidis                | + 1'15"   |
| 6                   | Aleksandr Vlasov     | Astana-Premier Tech    | + 1'24"   |
| 7                   | Remco Evenepoel      | Deceuninck–Quick-Step  | + 1'28"   |
| 8                   | Alberto Bettiol      | EF Education-Nippo     | + 1'37"   |
| 9                   | Hugh Carthy          | EF Education-Nippo     | + 1'38"   |
| 10                  | Egan Bernal          | INEOS Grenadiers       | + 1'39"   |
|                     |                      |                        |           |
| 37                  | Koen Bouwman         | Team Jumbo-Visma       | + 5'12"   |

## Opgaves
- Mikel Landa (Bahrain-Victorious): opgave tijdens de etappe wegens een sleutelbeenbreuk en gebroken ribben.

1e etappe ·
2e etappe ·
3e etappe ·
4e etappe ·
5e etappe ·
6e etappe ·
7e etappe ·
8e etappe ·
9e etappe ·
10e etappe ·
11e etappe ·
12e etappe ·
13e etappe ·
14e etappe ·
15e etappe ·
16e etappe ·
17e etappe ·
18e etappe ·
19e etappe ·
20e etappe ·
21e etappe
Startlijst · Eindstanden · Afbeeldingen